# 戸郷翔征
戸郷 翔征（とごう しょうせい、2000年4月4日 - ）は、宮崎県都城市出身のプロ野球選手（投手）。右投右打。読売ジャイアンツ所属。
2023年シーズンからは同チームの投手キャプテンを、2024年シーズンからは選手会副会長を務める。

## 経歴

### プロ入り前
三股町立三股西小学校1年生の時に三股西ファイターズで野球を始め、都城市立妻ケ丘中学校では同校の軟式野球部に所属し、1年生は捕手、2年生から投手としてプレーした。
高校は延岡市の聖心ウルスラ学園高等学校に進学し、1年生の秋からベンチ入りを果たす。エースピッチャーとなった2年夏には第99回全国高等学校野球選手権大会に出場。対早稲田佐賀高校戦では、完投勝利で初戦突破するが、2回戦で聖光学院高校に4対5で敗れた。3年夏の第100回選手権宮崎大会は、準々決勝で日章学園高校に敗れ、2年連続の夏の甲子園出場はならなかった。8月に行われたBFA U-18アジア選手権大会の野球日本代表との壮行試合において宮崎県選抜として登板。5回1/3を投げて、9奪三振を記録し、ドラフトまでに10球団ほどから調査書が届いていた。
2018年10月25日に行われたドラフト会議において、読売ジャイアンツから6位指名され、11月19日に契約金3000万円、年俸500万円（金額は推定）で契約合意に達した。背番号は68。担当スカウトは武田康。

### 巨人時代
2019年は、二軍で11試合に登板（8試合に先発）して4勝1敗、防御率3.00の成績を残した。シーズン終盤の9月21日に一軍初昇格を果たし、この日の対横浜DeNAベイスターズ戦（横浜スタジアム）でプロ初登板・初先発。高卒新人投手がチームのセントラル・リーグ優勝のかかった大一番で初登板という異例のデビューとなった（結果は勝ち負けつかず）。9月27日の対DeNA戦（東京ドーム）では5回から登板し、4回無失点の好投でプロ初勝利を挙げた。レギュラーシーズン終了後はクライマックスシリーズファイナルステージ第3戦で先発登板という重役を担った。高卒新人のクライマックスシリーズ登板は球団初で、球界全体でも2013年の藤浪晋太郎（阪神タイガース）以来6年ぶりとなったが、3回3安打1失点で降板した。日本シリーズも出場選手に登録され、第3戦に3番手として登板。日本シリーズに高卒新人が登板するのは、球団では1966年の堀内恒夫以来53年ぶり3人目という快挙だったが、自身の失策もあり、1回を投げ切れずに4失点を喫して敗戦投手になるという、プロの洗礼を受けた。オフに背番号を13へ変更し、推定年俸は150万円増の650万円となった。
2020年は、練習試合で結果を残し、開幕ローテーション入り。高卒2年目での開幕ローテーション入りは、球団では1987年の桑田真澄以来、33年ぶりであった。開幕3連勝を挙げ、1987年の桑田の2戦2勝を超える快挙を達成した。8月末までで9試合に先発登板し、7勝2敗と新人王を広島東洋カープの森下暢仁と争う活躍を見せていたが、9月以降は10試合で2勝4敗と失速した。チーム2位の9勝を挙げ防御率2.76とリーグ連覇に貢献した。日本シリーズでは、救援として3試合に登板し、敢闘選手賞を受賞した。新人王の投票結果では、1位の森下に大きく差をつけられる9票にとどまったが、新人特別賞を受賞した。オフに背番号を20へ変更した。12月21日、1950万円増の推定年俸2600万円で契約を更改した。
2021年は、前半戦で8勝を挙げ、オールスターゲームにも初選出された。後半戦はチームの方針で中5日または中4日で起用されるが、1勝しかできず、2桁勝利を逃し防御率も4点台と安定感を欠いた。それでも、最終的にチームトップの151.2回を投げ、9勝8敗と勝ち越し138奪三振を記録した。オフの12月16日の契約更改では1400万円増の推定年俸4000万円でサインした。
2022年は、6月10日の東北楽天ゴールデンイーグルス戦（楽天生命パーク宮城）でプロ初完投勝利、7月12日の阪神タイガース戦（甲子園球場）ではプロ初完封勝利を挙げた。また、7月13日には監督推薦でオールスターゲームに選出されたことが発表された。8月10日の中日戦では、通算8度目の挑戦で自身初の2桁勝利を記録。最終的には青柳晃洋に次ぎリーグ2位・チームトップの12勝、リーグ最多の154三振を奪い、最多奪三振のタイトルを獲得した。22歳でのタイトル獲得は、2リーグ制以降では1990年の木田優夫と並ぶ球団最年少記録となった。同年11月23日に行われたファンフェスタにて、23年シーズンから「投手キャプテン」になることが発表された。更に12月6日には5000万円アップの大昇給を勝ち取り、9000万円で契約を更改した。
2023年1月26日、2023 ワールド・ベースボール・クラシックに出場する野球日本代表（侍ジャパン）のメンバーに選出された（1月6日に先行発表された12人のメンバーに含まれていた）。
レギュラーシーズンが始まってからは、23歳の誕生日を迎えた4月4日の対DeNA戦（横浜スタジアム）で6回無失点でシーズン初勝利を挙げた。続く同月11日の対阪神戦（東京ドーム）では7回無失点で開幕2連勝を飾り、チームの連敗を5で止めた。5月は、9日の対DeNA戦（HARD OFF ECOスタジアム新潟）で9回2失点でシーズン初の完投勝利、24日の対DeNA戦（東京ドーム）では5安打無四球、1-0でシーズン初の完封勝利を挙げた。8月3日の対東京ヤクルトスワローズ戦（東京ドーム）では9回1失点、完投勝利でシーズン10勝目、9月24日の対DeNA戦（横浜スタジアム）戦ではシーズン2度目の完封勝利で前年の自己最多に並ぶ12勝目を記録した。オフの12月1日の契約更改では倍増の推定年俸1億8000万円でサイン。巨人の投手で高卒6年目の1億円到達は最速となった。
2024年3月29日、阪神タイガースとの開幕戦（東京ドーム）で自身初の開幕投手を務め、6回を投げ被安打4、5奪三振、無失点でシーズン初勝利を挙げた。NPBでは前年の山下舜平大（オリックス・バファローズ）以来2人目、セ・リーグならびに球団では史上初となる2000年代生まれの開幕投手となった。5月24日の阪神タイガース戦（阪神甲子園球場）では、レギュラーシーズンとしてはNPB史上89人目（101度目）、球団史上13人目（17度目）となるノーヒットノーランを達成。オールスター前までに7勝を記録すると、8月8日の広島戦と8月14日の阪神戦では中5日で2試合連続完封で勝利を挙げた。なお8月と9月で5勝を挙げ、特に9月は4試合で防御率0.32と好調を維持した。シーズンとしては12勝8敗、防御率1.95、156奪三振の成績で、自身2度目の最多奪三振のタイトルを獲得した。11月26日、1億2000万円増となる推定年俸3億円で契約を更改した。
2025年3月28日の東京ヤクルトスワローズ戦で、2年連続となる開幕投手を務めた。4回までパーフェクトに抑えていたが、5回に岡本和真の失策などで4失点（自責点は2）を喫したが、終盤に打線が奮起し、若林楽人の適時打でサヨナラ勝ちを収めたため、自身に勝ち負けは付かなかった。4月11日の広島戦（マツダ）では4回途中で自身ワーストとなる10失点と打ち込まれ、試合後には二軍降格を通達された。再調整を経て、5月5日に再度一軍復帰を果たしたものの、シーズン初勝利は5月25日のヤクルト戦までずれ込んだ。その後も低迷し、6月22日の埼玉西武ライオンズ戦では4四死球を含む5回6安打3失点と試合を作れず、同年6敗目を喫した。この敗戦を最後に、再び二軍再調整となった。この不調に対し、戸郷自身は「メンタルが大きな課題」と言及した。

## 選手としての特徴
スリークォーターの投球フォームから、最速154km/hのストレートを記録する右腕。野球評論家の真中満によると、腕の振りがよくて打者にとっては間が取りづらく対応しづらい、少し変則的なフォームであるといい、そのために細かいコントロールはなくても通用しているという。
独学で習得した変化球は、スライダー、チェンジアップ、スプリット（フォークボール）、カーブ、カットボールと多彩。宮崎県銘菓・なんじゃこら大福にちなんで名付けられた「なんじゃこらボール」という、カットなのにシュートすることもある戸郷独自のカットボールも投げる。主に試合で使用している変化球はスライダーとフォークのみだが、スライダーは縦と横、フォークは縦に落ちるものとシュートしながら落ちるシンカー系の軌道のものの各2種類を持つ。
ピンチでも落ち着いており、冷静なマウンドさばきを見せる。
高校1年生の冬に遠投大会で117mを記録するほどの強肩である。

## 人物
「戸郷」という姓は、全国でも約40人しかいないという。
戸郷の兄は山本由伸と都城高校で同学年の友達だったため、戸郷も中学時代から山本と面識がある。
釣りが趣味。3歳から始め、中学2年生の時には80cmのスズキを釣ったことがある。
セ・リーグ奪三振王となった2022年のオフ、岡本和真と一緒に入浴している時に「なんか欲しいものない？」と聞かれ「財布が欲しいんですよね」と軽い気持ちで言ったところ、先に岡本が上がる際に「お前買わんでいいぞ」と言われ、数日後にロッカーにエルメスの財布が届けられていたことがある。

## 詳細情報

### 年度別投手成績
| 年 度     | 球 団     | 登 板 | 先 発 | 完 投 | 完 封 | 無 四 球 | 勝 利 | 敗 戦 | セ 丨 ブ | ホ 丨 ル ド | 勝 率 | 打 者 | 投 球 回 | 被 安 打 | 被 本 塁 打 | 与 四 球 | 敬 遠 | 与 死 球 | 奪 三 振 | 暴 投 | ボ 丨 ク | 失 点 | 自 責 点 | 防 御 率 | W H I P |
| --------- | --------- | ----- | ----- | ----- | ----- | -------- | ----- | ----- | -------- | ----------- | ----- | ----- | -------- | -------- | ----------- | -------- | ----- | -------- | -------- | ----- | -------- | ----- | -------- | -------- | ------- |
| 2019      | 巨人      | 2     | 1     | 0     | 0     | 0        | 1     | 0     | 0        | 0           | 1.000 | 34    | 8.2      | 6        | 1           | 3        | 0     | 1        | 11       | 0     | 0        | 2     | 2        | 2.08     | 1.13    |
| 2020      | 巨人      | 19    | 18    | 0     | 0     | 0        | 9     | 6     | 0        | 0           | .600  | 446   | 107.2    | 87       | 12          | 42       | 0     | 6        | 106      | 1     | 0        | 33    | 33       | 2.76     | 1.20    |
| 2021      | 巨人      | 26    | 26    | 1     | 0     | 0        | 9     | 8     | 0        | 0           | .529  | 639   | 151.2    | 130      | 19          | 58       | 2     | 6        | 138      | 3     | 0        | 75    | 72       | 4.27     | 1.24    |
| 2022      | 巨人      | 25    | 25    | 3     | 1     | 1        | 12    | 8     | 0        | 0           | .600  | 702   | 171.2    | 146      | 11          | 51       | 1     | 8        | 154      | 3     | 0        | 52    | 50       | 2.62     | 1.15    |
| 2023      | 巨人      | 24    | 24    | 4     | 2     | 1        | 12    | 5     | 0        | 0           | .706  | 676   | 170.0    | 141      | 14          | 39       | 0     | 3        | 141      | 2     | 0        | 49    | 45       | 2.38     | 1.06    |
| 2024      | 巨人      | 26    | 26    | 4     | 3     | 1        | 12    | 8     | 0        | 0           | .600  | 703   | 180.0    | 129      | 12          | 44       | 3     | 7        | 156      | 3     | 0        | 39    | 39       | 1.95     | 0.96    |
| 通算：6年 | 通算：6年 | 122   | 120   | 12    | 6     | 3        | 55    | 35    | 0        | 0           | .611  | 3200  | 789.2    | 639      | 69          | 237      | 6     | 31       | 706      | 12    | 0        | 250   | 241      | 2.75     | 1.11    |

- 2024年度シーズン終了時
- 各年度の太字はリーグ最高

### 年度別投手（先発）成績所属リーグ内順位
| 年 度 | 年 齢 | リ ｜ グ   | 完 投 | 完 封 | 勝 利 | 勝 率 | 投 球 回 | 奪 三 振 | 防 御 率 |
| ----- | ----- | ---------- | ----- | ----- | ----- | ----- | -------- | -------- | -------- |
| 2019  | 19    | セ・リーグ | -     | -     | -     | -     | -        | -        | -        |
| 2020  | 20    | セ・リーグ | -     | -     | 8位   | -     | -        | 5位      | -        |
| 2021  | 21    | セ・リーグ | -     | -     | 8位   | 6位   | 4位      | 2位      | 9位      |
| 2022  | 22    | セ・リーグ | 4位   | 8位   | 2位   | 3位   | 2位      | 1位      | 5位      |
| 2023  | 23    | セ・リーグ | 1位   | 2位   | 2位   | 4位   | 3位      | 3位      | 4位      |
| 2024  | 24    | セ・リーグ | 1位   | 1位   | 4位   | 7位   | 2位      | 1位      | 5位      |

- - は10位未満（防御率、勝率の規定投球回未達も-と表記）
- 太字年度は規定投球回到達年度

### WBCでの投手成績
| 年 度 | 代 表 | 登 板 | 先 発 | 勝 利 | 敗 戦 | セ ｜ ブ | 打 者 | 投 球 回 | 被 安 打 | 被 本 塁 打 | 与 四 球 | 敬 遠 | 与 死 球 | 奪 三 振 | 暴 投 | ボ ｜ ク | 失 点 | 自 責 点 | 防 御 率 |
| ----- | ----- | ----- | ----- | ----- | ----- | -------- | ----- | -------- | -------- | ----------- | -------- | ----- | -------- | -------- | ----- | -------- | ----- | -------- | -------- |
| 2023  | 日本  | 2     | 0     | 0     | 0     | 0        | 20    | 5.0      | 2        | 1           | 3        | 0     | 0        | 9        | 0     | 0        | 1     | 1        | 1.80     |

### プレミア12での投手成績
| 年 度 | 代 表 | 登 板 | 先 発 | 勝 利 | 敗 戦 | セ ｜ ブ | 打 者 | 投 球 回 | 被 安 打 | 被 本 塁 打 | 与 四 球 | 敬 遠 | 与 死 球 | 奪 三 振 | 暴 投 | ボ ｜ ク | 失 点 | 自 責 点 | 防 御 率 |
| ----- | ----- | ----- | ----- | ----- | ----- | -------- | ----- | -------- | -------- | ----------- | -------- | ----- | -------- | -------- | ----- | -------- | ----- | -------- | -------- |
| 2024  | 日本  | 2     | 2     | 0     | 1     | 0        | 41    | 9.0      | 12       | 2           | 2        | 0     | 0        | 13       | 0     | 1        | 6     | 6        | 6.00     |

### 年度別守備成績
| 年 度 | 球 団 | 投手  | 投手  | 投手  | 投手  | 投手  | 投手     |
| 年 度 | 球 団 | 試 合 | 刺 殺 | 補 殺 | 失 策 | 併 殺 | 守 備 率 |
| ----- | ----- | ----- | ----- | ----- | ----- | ----- | -------- |
| 2019  | 巨人  | 2     | 0     | 1     | 0     | 0     | 1.000    |
| 2020  | 巨人  | 19    | 1     | 14    | 0     | 0     | 1.000    |
| 2021  | 巨人  | 26    | 5     | 22    | 2     | 2     | .931     |
| 2022  | 巨人  | 25    | 7     | 25    | 2     | 1     | .941     |
| 2023  | 巨人  | 24    | 10    | 14    | 1     | 1     | .960     |
| 2024  | 巨人  | 26    | 5     | 21    | 1     | 1     | .963     |
| 通算  | 通算  | 122   | 28    | 97    | 6     | 5     | .954     |

- 2024年度シーズン終了時

### タイトル
- 最多奪三振：2回（2022年、2024年）[37][70]

### 表彰
- セ・リーグ連盟特別表彰：1回（新人特別賞：2020年[28]）
- 日本シリーズ敢闘選手賞：1回（2020年[26]）
  - 20歳での獲得は稲尾和久（当時19歳）に次ぐ年少記録
- スピードアップ賞：2回（投手部門：2020年[71]、2021年[72]）
- 月間JERAセ・リーグAWARD：1回（2024年9月・10月[73]）
- 東京ドームMVP：1回（2024年[74]）

### 記録
初記録
投手記録
- 初登板・初先発登板：2019年9月21日、対横浜DeNAベイスターズ24回戦（横浜スタジアム）、4回2/3を2失点で勝敗つかず[17][75]
- 初奪三振：同上、1回裏に乙坂智から空振り三振[75]
- 初勝利：2019年9月27日、対横浜DeNAベイスターズ25回戦（東京ドーム）、5回表に5番手で救援登板、4回無失点[18][76]
- 初先発勝利：2020年6月23日、対広島東洋カープ1回戦（東京ドーム）、6回2/3を2失点[77][78]
- 初完投：2021年7月9日、対阪神タイガース13回戦（阪神甲子園球場）、6回4失点（自責点2）で敗戦投手 ※雨天コールド[31][79]
- 初完投勝利：2022年6月10日、対東北楽天ゴールデンイーグルス1回戦（楽天生命パーク宮城）、9回1失点[33][80]
- 初完封勝利：2022年7月12日、対阪神タイガース13回戦（阪神甲子園球場）、9回8安打無失点6奪三振[34][81]

打撃記録
- 初打席：2019年9月21日、対横浜DeNAベイスターズ24回戦（横浜スタジアム）、3回表に上茶谷大河から見逃し三振[82]
- 初打点：2021年4月24日、対広島東洋カープ5回戦（東京ドーム）、2回裏に高橋昂也から投前スクイズ犠打[83][84]
- 初安打：2021年5月25日、対東北楽天ゴールデンイーグルス1回戦（東京ドーム）、2回裏に岸孝之から右前安打[85][86]

その他の記録
- オールスターゲーム出場：4回（2021年、2022年、2023年、2024年）
- ノーヒットノーラン：2024年5月24日、対阪神タイガース10回戦（阪神甲子園球場）、1四球・2失策 ※史上89人目、101度目[48]

### 背番号
- 68（2019年[14]）
- 13（2020年[22]）
- 20（2021年[29] - ）
- 日本代表
  - 12（2023年WBC）
  - 20（2024年プレミア12）

### 代表歴
- 2023 ワールド・ベースボール・クラシック日本代表
- 2024 WBSCプレミア12 日本代表